# Shongololo Express

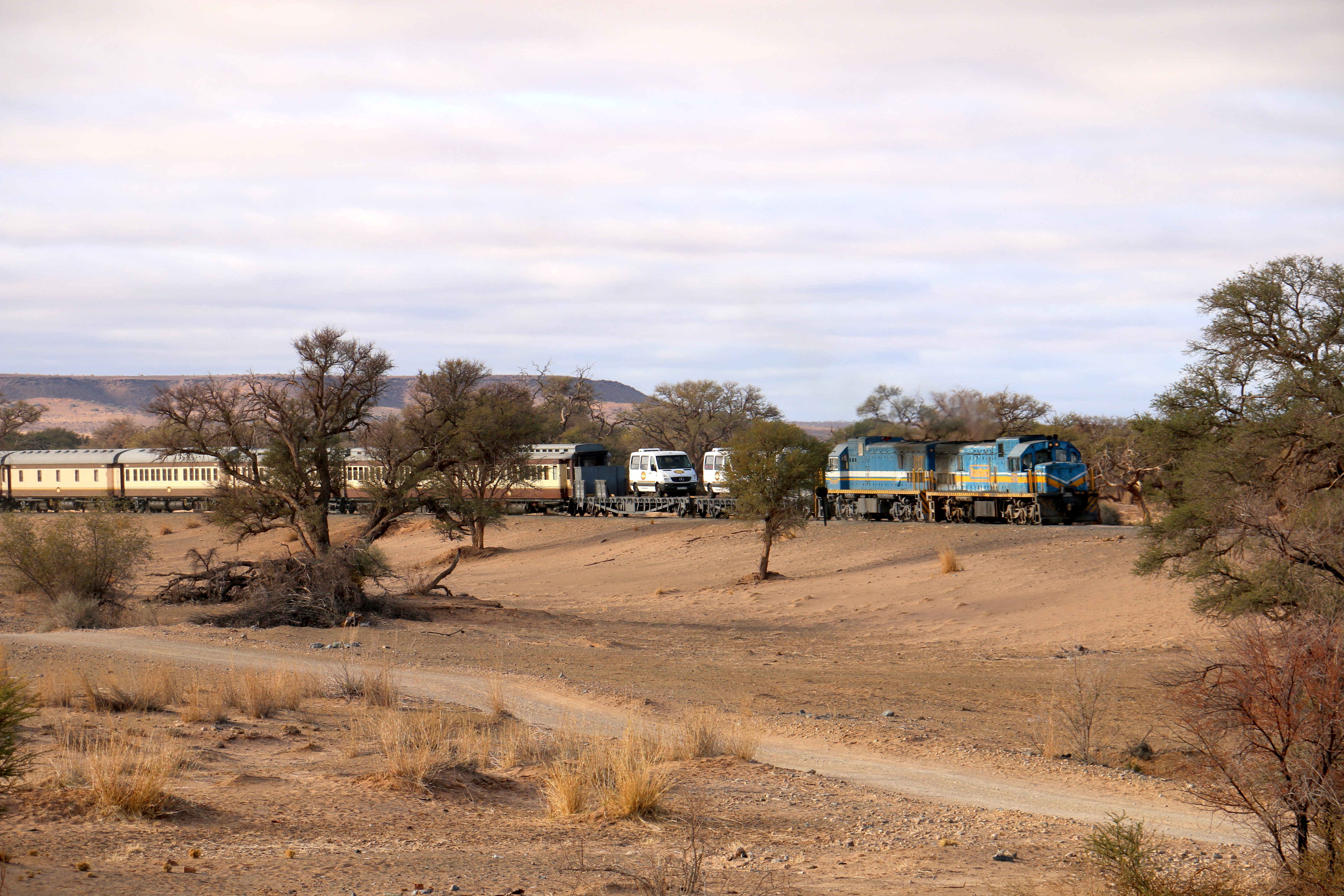
Le Shongololo Express en Namibie (juillet 2015).

Créé en 1955 par un homme d'affaires grec, le Shongololo Express est un train de luxe qui traverse l'Afrique australe du Zimbabwe à l'Afrique du Sud. Il appartient depuis 2016 au groupe Rovos Rail (en), basé à Pretoria. « Shongololo » est le mot zoulou pour mille-pattes.
Il propose trois itinéraires différents d'une durée de 12 à 15 jours. Deux entre Walvis Bay en Namibie et Pretoria en Afrique du Sud, en traversant ou non l'Eswatini, et le troisième de Pretoria aux chutes Victoria en traversant l'Eswatini, le Mozambique et le Zimbabwe.